# Nassaraoua Takoulé
Nassaraoua Takoulé (auch: Nasarawa Takoulé, Nassarawa Takoulé) ist ein Dorf in der Landgemeinde Galma Koudawatché in Niger.

## Geographie
Das Dorf befindet sich etwa einen Kilometer südöstlich von Galma Koudawatché, dem Hauptort der gleichnamigen Landgemeinde, die zum Departement Madaoua in der Region Tahoua gehört. Zu den größeren Dörfern in der weiteren Umgebung zählen das rund fünf Kilometer südwestlich gelegene Magaria Makéra Bakalé und das rund 11 Kilometer nordöstlich gelegene Nakoni. Die Departementshauptstadt Madaoua befindet sich in etwa 14 Kilometer Entfernung im Osten.
Nassaraoua Takoulé liegt im Arewa-Tal, einem Seitental des Tarka-Tals. Das Dorf besteht aus den jeweils von eigenen traditionellen Ortsvorstehern (chefs traditionnels) geleiteten Ortsteilen Nassaraoua Takoulé (Nassarawa Takoulé) und Nassaraoua (Nassarawa).

## Bevölkerung
Bei der Volkszählung 2012 hatte Nassaraoua Takoulé 6426 Einwohner, die in 871 Haushalten lebten. Bei der Volkszählung 2001 betrug die Einwohnerzahl 3214 in 327 Haushalten und bei der Volkszählung 1988 belief sich die Einwohnerzahl auf 2349 in 383 Haushalten.

## Wirtschaft und Infrastruktur
In Nassaraoua Takoulé gibt es einen Wochenmarkt. Der Markttag ist Samstag. Zu den hier verkauften Handwerkserzeugnissen zählen von Frauen gefertigte Matten aus Doumpalmen. Wie in den Dörfern der Region üblich wird auch in Nassaraoua Takoulé einfache Bewässerungsfeldwirtschaft betrieben. Der CEG Nassaraoua ist eine Schule der Sekundarstufe des Typs Collège d’Enseignement Général.